# Uzun Brakk
Der 6422 m hohe Uzun Brakk ist ein Berg im Panmah Muztagh im Karakorum im Sonderterritorium Gilgit-Baltistan in Pakistan. 

## Lage
Er liegt auf der Ostseite des Biafo-Gletscher und gehört zur Ogre-Gruppe. Sein Südgrat verläuft in einem längeren Kamm, auf dem weitere Gipfel liegen. Dieser Kamm liegt zwischen Biafo- und Uzun-Brakk-Gletscher. Auf der Ostseite des Uzun-Brakk-Gletscher liegt der Ogre (Baintha Brakk), der höchste Berg des Panmah Muztagh. 

## Besteigungsgeschichte
Die Erstbesteigung des Uzun Brakk erfolgte im Jahre 1980 durch die Schotten Will Tapsfield und
Tony Saunders im Alpinstil. Außerdem benannten sie den Berg nach dem Gletscher. Den Nebengipfel mit einer Höhe von etwa 5800 m erstieg ein amerikanisches Bergsteigerteam im Jahre 1987 und nannte diesen Ogre’s Thumb. Dieser Gipfel liegt auf der Ostseite des Uzun-Brakk-Gletschers. Eine deutsche Bergsteigermannschaft (Stefan Köhler, Eduard Koch, Christian Fütterer, Bernd Eibel und Michael Saumweber) unter Führung von Ulrich Eberhardt erstieg den Berg über die Südwestwand. Eine andere deutsche Mannschaft (Michael, Lendroth, Jürgen Wittmann, Andreas Dick, Christoph Zuleger und Michael Kinne) stieg auf den Adrak Brakk, einen Nebengipfel mit 5800 m Höhe auf der Westseite, ohne den Gipfel zu erreichen. 1994 durchstieg Michi Wärthl die Südwestwand.